# Villa Volte Alte
La villa Volte Alte (également nommée Villa Chigi Farnese ou Villa Mieli) est située à Le Volte, à la limite des communes de Sienne et Sovicille, en Toscane.

## Histoire et description
La villa est située sur une légère colline à l'ouest de Costalpino, une ville située sur la route qui mène à Montagnola depuis le Moyen Âge.
Elle constitue un prototype important de la typologie de villas à ailes saillantes, d'inspiration classique, et précède de peu la construction à Rome, de la villa plus célèbre de la Farnesina. Elle appartenait à la famille siennoise Chigi depuis le début du XVIe siècle et se caractérise par une architecture marquée par sa simplicité, inspirée des proportions et des éléments constitutifs de l'Antiquité, donc bien en harmonie avec son environnement rural. Dans les actes testamentaires de la famille Chigi, des dispositions précises ont été incluses pour maintenir le paysage et la structure agraire inchangés au fil des générations.
L'ensemble est composé de la villa, de l'église San Bartolomeo, de l'étang avec un théâtre, du rustique (bâtiment à usage agricole) et des écuries. Les grandes partitions des façades, aujourd'hui enduites, étaient à l'origine conçues pour être décorées (comme le rapporte Fabio Chigi dans son Commentarii de 1625), mais après s'être détériorées, elles ne furent pas restaurées.
La construction a été commandée et commencée par Mariano Chigi, qui l'a peut-être commandée à Francesco di Giorgio Martini, mais elle est surtout significative de la main de Baldassarre Peruzzi, élève de Martinie. La villa aurait été redessinée par Peruzzi en 1505 pour Sigismondo Chigi, qui y créa son curarum refugium et y mit de grands moyens, comme un avertissement de la justice siennoise, ne pouvant agrandir et embellir son palais de la via Del Casato : la date de 1505 apparaît dans l'inscription sur la façade. Peruzzi a donc dû intervenir sur le projet ; la modification d'une structure préexistante apparaît dans les différences entre les deux ailes, qui correspondent également à l'emplacement des corniches sur la façade. Dans son ensemble, la villa de Sienne est un exemple de cette typologie architecturale qui a perduré au cours des siècles suivants, à la fois pour l'utilisation des matériaux et pour la pertinence des choix de conception, et a une longue série de dérivations.
Une autre inscription, dans la voûte d'une des parties du portique, rappelle la visite de Jules II en route pour Bologne (1510-1511) et témoigne de l'effort de la famille Chigi pour se rapprocher du pape, aboutissant à la donation de la villa della Suvera où aurait également travaillé Peruzzi. Le blason des Chigi, fusionné à celui des Della Rovere sur la base de la concession de joindre les deux blasons accordée par Jules II, se détache en effet sur la façade de la villa. 
Les pièces se caractérisent par des plafonds voûtés, éponyme de la villa, décorés de fresques datant de la deuxième décennie du XVIe siècle par des peintres du cercle de Peruzzi : au rez-de-chaussée, la plus précieuse reprend principalement des thèmes romains, lié à l'ascension des Chigi en tant que cardinaux (et plus tard papes).
Au XIXe siècle, la villa a été rénovée, en négligeant en partie la destination initiale des chambres indiquée par Peruzzi.
Au-delà des loggias, le jardin est un autre élément qui souligne la recherche de continuité de la villa, avec la présence du banc qui entoure l'ensemble du bâtiment. Les deux puits sont également d'un grand intérêt, l'un à l'angle entre l'aile sud et le portique, en travertin et en tuf, inséré dans une niche à voûte en faîtage à caissons peints, l'autre rectangulaire en pierre, sur le mur ouest, qui du fait de la présence de putti sculptés et placés côte à côte pour soutenir les armoiries de Chigi-Della Rovere, apparait comme une référence claire aux sarcophages romains. Le cadre asymétrique d'origine subsiste dans le jardin, avec des chemins articulés et des vues soudaines en perspective.
Aujourd'hui, elle appartient à l'Université de Sienne et peut être visitée pendant les heures de cours.